# Кудангский
Кудангский — посёлок в Никольском районе Вологодской области.
Входит в состав Пермасского сельского поселения, с точки зрения административно-территориального деления — в Пермасский сельсовет.
Расстояние по автодороге до районного центра Никольска — 46 км, до центра муниципального образования Пермаса — 18 км. Ближайшие населённые пункты — Куданга, Калауз, Гороховский.

## История
В 1966 г. указом президиума ВС РСФСР поселок участка новостройки переименован в Кудангский.

## Население
| 2010 |
| ---- |
| 276  |